# Innokenti Alexandrowitsch Karinzew
Innokenti Alexandrowitsch Karinzew (russisch Иннокентий Александрович Каринцев; * 12. Januar 1949 in Sarapul, damals Udmurtische SSR der Sowjetunion) ist ein russischer Biathlontrainer.
Innokenti Karinzew ist Dozent am Staatlichen Institut für Leibeserziehung in Tschaikowski (Чайковский государственный институт физической культуры ЧГИФК) in der Region Perm für Theorie und Methodik im Skilanglauf. In Tschaikowski war er einer der Gründer des Leistungszentrums für Biathlon. Er war fünfzehn Jahre lang Trainer der russischen Nationalmannschaft der Frauen und wurde mit dem Titel Verdienter Trainer ausgezeichnet. Bei den Olympischen Winterspielen 2006 und 2010 gehörte er zur russischen Delegation. Karinzew betreute mehr als 30 Athleten, die als Meister des Sports ausgezeichnet wurden, vier seiner Schützlinge wurden als Meister des Sports der internationalen Klasse ausgezeichnet. Zu seinen zuletzt erfolgreichsten Athleten zählen Jekaterina Jurjewa, Sergei Konowalow, Natalja Burdyga, Maxim Ichsanow, Sergei Kljatschin und Witali Norizyn.